# Сражение у моста Балицяо
Сражение у моста Балицяо (англ. Battle of Baliqiao, фр. Le Combat de Palikao, кит. 八里桥之战) — решающее сражение Второй Опиумной войны, открывшее англо-французским войскам дорогу на Пекин.

## Предыстория
В ходе Второй Опиумной войны Великобритания и Франция решили в 1860 году высадить совместный экспедиционный корпус в устье реки Хайхэ, и вдоль неё дойти до Пекина, где вынудить правительство империи Цин принять условия мира.
Взяв 21-22 августа форты Дагу, прикрывавшие вход в реку Хайхэ, союзные войска заняли Тяньцзинь. Прождав до 7 сентября и поняв, что китайские представители не намерены нормально вести переговоры, а лишь тянут время, Союзники решили выступить к Тунчжоу и вступить в переговоры с китайскими представителями там. 18 сентября китайская пехота попыталась остановить продвижение англо-французских войск, но была разгромлена. Однако пехота считалась слабейшей и худшей частью цинской армии; маньчжурская же конница располагалась к западу от Тунчжоу.
Ввиду близости китайско-маньчжурских войск английский и французский командующие 19 и 20 сентября были настороже, по их приказу были даже проведены фортификационные работы для усиления позиций на случай неприятельской атаки. 19 сентября к французским войскам присоединился генерал Коллино, приведя из Тяньцзиня свою бригаду. Вечером 20 сентября союзные командующие решили атаковать противника 21 числа и утвердили общий план боя.

## Расположение войск
От Тунчжоу к Пекину идут два водных пути (Бэйюньхэ и Тунхуэйхэ) и широкая дорога. В двух километрах к западу от Тунчжоу дорога пересекает Тунхуэйхэ по мосту Балицяо, в километре далее имелся узкий деревянный пешеходный мост Бусыцяо.
Союзные войска оставались у деревни Чжанцзявань, находившейся в 5 км к югу от Тунчжоу. Маньчжурская кавалерия размещалась к югу от Тунхуэйхэ, начиная от предместий Тунчжоу и кончая пешеходным мостом. К югу от моста Балицяо, перед линией бивуаков маньчжурской конницы находилась деревня Ягуаэ, занятая китайской пехотой и артиллерией. За мостом, в деревне Балицяо размещался китайский пехотный резерв с артиллерией.

## Сражение
Союзные командующие решили наступать раздельно. Французские войска должны были наступать прямо на мост Балицяо и овладеть им, в то время как английские войска, двигаясь левее французских, должны были захватить мост Бусыцяо. Кавалерия англичан должна была двинуться в обход правого фланга противника, чтобы смять его и отбросить к центру. В случае выполнения этого плана цинские войска должны были бы столпиться у мостов и понести из-за этого значительные потери.
Тем временем маньчжурская кавалерия развернулась обширным полукругом, в центре которого находилась деревня Ягуаэ. Перед деревней была поставлена артиллерия, а позади была пехота. Значительные силы пехоты были сосредоточены за мостом Балицяо, а также расставлены вдоль Тунхуэйхэ.
Наступавшие справа французские войска были разделены на авангард и основные силы. Французским авангардом (2 стрелковые роты, инженерная рота, лёгкая артиллерийская батарея, отделение понтонёров, 2 взвода конной артиллерии — всего порядка 800 человек) командовал генерал Коллино, ему было приказано идти на центр неприятельского расположения и стараться поддерживать связь с англичанами; основными силами (2 стрелковые роты, линейный полк, артиллерийская батарея, ракетная команда, взвод конно-егерей, взвод спагов) командовал генерал Жами, они разворачивались против левого фланга цинских войск чтобы его опрокинуть. Из-за закрытого характера местности французы на самом деле развернулись против центра неприятельских войск, причём между двумя их группами образовался значительный интервал. Увидев это, маньчжурская конница стала сосредотачиваться к центру своего расположения, чтобы оттуда обрушиться мощным ударом.
Маньчжуры атаковали двумя группами (по французским данным — до 10 000 всадников в каждой), и окружили силы генерала Коллино со всех сторон. Китайская артиллерия от Ягуаэ открыла частый огонь по основным французским силам, и генерал Кузен-Монтабан не смог прийти на помощь подчинённому, вынужденный вести контрбатарейную борьбу. Однако китайские орудия стреляли очень неточно, в основном производя перелёты, в то время как артиллерийский и ружейный огонь французов производил большие опустошения в плотных рядах неприятеля.
Английские войска, выйдя одновременно с французскими, при виде маньчжурской конницы повернули на запад, чтобы ударить по правому флангу неприятеля. Услышав сильную перестрелку и канонаду со стороны правого фланга, генерал Грант отправился туда вместе со своим штабом, чтобы выяснить, в каком положении находятся французские войска. По дороге генерал Грант заблудился в полях, заросших высоким сорго, и чуть не был взят в плен отрядом маньчжурской кавалерии; его спас только огонь своих батарей, отогнавших противника картечью. После своего возвращения Грант приказал кавалерии атаковать правый фланг неприятеля. Английская кавалерия подошла на помощь французам как раз вовремя: она отбросила наседавшую маньчжурскую конницу и обеспечила левый фланг французских войск, которые смогли продолжить своё наступление.
Из-за закрытого характера местности и растянутого фронта генерал Грант также разделил свои войска на два отряда: правый, под командованием бригадира Салтона, должен был поддерживать связь с войсками генерала Коллино, левый, под командованием генерала Митчелла, атаковал правый фланг неприятеля. Атака английской кавалерии произвела такое впечатление на маньчжурскую конницу, что она в этом бою больше ни разу не подпускала её к себе достаточно близко для возобновления атаки. Заметив отступление маньчжурской конницы, генерал Грант двинулся для преследования со всей своей пехотой.
С появлением английских войск и отступлением маньчжурской конницы генерал Кузен-Монтабан смог продолжать наступление к мосту Балицяо. Однако предварительно было необходимо овладеть деревней Ягуаэ. Деревня была атакована справа — 101-м линейным полком, а слева — стрелковым батальоном. Большая часть китайской пехоты отступила из деревни к мосту Балицяо, оставшихся же в ней китайцев пришлось выбивать в рукопашных схватках. Левая колонна генерала Коллино была вынуждена выбивать китайскую пехоту, занявшую оборону на поросшем лесом кладбище. В результате обе французские колонны подошли к мосту Балицяо одновременно.
Командовавший цинскими войсками Сэнгэринчи стал лично командовать обороной моста. Ближайшие к мосту строения и пагоды были заняты пехотой, артиллерия (в том числе орудия большого калибра) обстреливали мост, берег канала и прибрежные заросли были заняты стрелками. Французская пехота приближалась к мосту постепенно, пользуясь укрытиями, отвечая на огонь противника; тем временем французы подтянули свою артиллерию. В течение получаса продолжался артиллерийский бой. Несмотря на то, что китайские начальники показывали своим подчинённым пример храбрости, техническое превосходство французских войск оказалось решающим: перекрёстный огонь перебил почти всю прислугу при орудиях.
Когда огонь китайской артиллерии заметно ослабел, генерал Коллино построил одну роту в колонну и лично повёл её в атаку на мост, который был взят с первого удара. Стоявшие открыто у моста китайские войска потеряв почти всех своих начальников обратились в бегство по направлению к Пекину. Сопротивление продолжали оказывать лишь отдельные бойцы и группы солдат. Начавшееся в 7 часов утра сражение окончилось занятием деревни Балицяо в 12 часов дня, а в 2 часа дня французы уже расположились в оставленных палатках китайского лагеря.
Англичане после помощи левому флангу французов занимались в основном преследовании противника левой колонной и наступлением правой колонной к пешеходному мосту. Так как мост был непригоден для перевозки артиллерии, то генерал Грант, когда все его войска подошли к мосту Бусыцяо, приказал не переходить канал, а расположиться перед мостом. Главная переправа уже находилась в руках французов, и было достаточно просто блокировать вторую переправу.

## Итоги
Из 50 000—60 000 человек, принимавших участие в сражении на стороне китайской армии было потеряно около 3 000. Было потеряно 27 бронзовых орудий. Потери союзников были ничтожны: французы потеряли 3 человек убитыми и 17 ранеными, англичане — 2 убитыми и 29 ранеными. 
Получив известие о поражении своей армии, император бежал в провинцию Жэхэ, оставив вести переговоры своего младшего брата — великого князя Гуна. После недельных переговоров стало ясно, что китайцы опять пытаются выгадать время, и союзники приняли решение наступать на Пекин. Остановка у Балицяо дала англичанам и французам возможность подтянуть тылы, организовать систему снабжения и подвезти осадную артиллерию, необходимую для штурма Пекина.
Впоследствии Наполеон III пожаловал генералу Кузен-Монтабану титул «граф Балицяо».

## Сноски
1. ↑  Бутаков А. М., Тизенгаузен А. Е., Опиумные войны.